# 服部正礼
服部 正礼（はっとり まさよし）は、江戸時代中期から後期の武士。白河藩藩士。服部半蔵、のち服部日記と称した。

## 経歴
徳川家康に仕えたことで知られる服部半蔵正成の家系で、代々久松松平家に仕えた譜代の家柄。父は今治藩士の同族から養子入りした服部半蔵正覧。宝暦6年（1756年）200石。安永3年（1774年）に父が亡くなったため、家督1,000石を継承した。
天明3年（1783年）天明の大飢饉が発生すると、江戸在府の藩主・松平定信の指揮の元、国内対応を指導。定信が幕政に参加したころには江戸家老としてこれに仕えた。文化7年（1810年）白河藩に房総沿岸防備が下命されると、現地の後詰を担当している。文政6年（1823年）松平家が桑名に転封されるとこれに従い、翌文政7年（1824年）に同地で没した。
幼少期から草双紙に親しみ、成人してからも毎年新作を買い求めていた。黄表紙全盛期の天明8年（1788年）には朋誠堂喜三二『文武二道万石通』と恋川春町『悦贔屓蝦夷押領』を入手しており、両作が当時の幕政と江戸の風紀を題材にしたものであることを推察している。立派な髭を蓄えており、松平定邦から錦嚢を賜ったことがある。
著書の『世々之姿（よよのすがた）』は、天明3年（1783年）から文政5年（1822年）までの約40年間に渡って書き継いだ日記である。大部が藩の重臣として長年奉職した正礼本人の自筆であり、書状写や書の抄録も収められている。内容は幕府・諸藩との交際記録や紀行文など多岐に渡る。天理大学附属天理図書館所蔵、全440冊。